# Cristo en la columna (Caravaggio)
Cristo en la columna es un cuadro religioso de Caravaggio, hecho en 1607 y conservado en el Museo de Bellas Artes de Ruan, Francia. No es raro el uso de la tortura como tema en Caravaggio (La coronación de espinas), pues la identificaba con su propia vida. Esta vez, la luz y la crudeza de sus personajes hacen que el pintor logre un cuadro de gran dramatismo.